# Herb gminy Czerwonak
Herb gminy Czerwonak – symbol gminy Czerwonak, ustanowiony w 1991. 

## Wygląd i symbolika
Herb przedstawia na tarczy koło młyńskie koloru naturalnego drewna zanurzone w wodzie na zielonym tle, u dołu widnieje zaś data 1411. Herb znajduje się na tarczy hiszpańskiej ze żółtym obramowaniem.

## Historia
Obecny herb gminy ma negatywną opinię Komisji Heraldycznej. Próby zmiany herbu są podejmowane już od 2009. W 2010 wybrano projekt herbu, flagi i pieczęci gminy, który został pozytywnie zaopiniowany przez MSWiA. Kolejne starania nad zmianą herbu podejmowano ostatnio w 2016, jednak do tej pory używana jest wersja z 1991.